# Huziejów
Huziejów (ukr. Гузіїв) – wieś na Ukrainie, w  obwodzie iwanofrankiwskim, w rejonie dolińskim.  Podporządkowany radzie miasta Bolechów.
Dawniej dwie odrębne wsie i gminy Huziejów Stary i Huziejów Nowy.